# Sébastien Delferière
Sébastien Delferière (Hainaut, 2 luglio 1981) è un arbitro di calcio belga.

## Carriera
Divenuto internazionale nel 2010, nel 2014 ha arbitrato le partite tra nazionali valide per le Qualificazioni al campionato mondiale di calcio 2014 - UEFA. Viene premiato come arbitro belga dell'anno nella stagione 2014-15.